# (488) Kreusa
(488) Kreusa ist ein Asteroid des äußeren Hauptgürtels, der am 26. Juni 1902 von den Astronomen Max Wolf und Luigi Carnera entdeckt wurde.
Lutz D. Schmadel zufolge trägt der Asteroid den Namen einer Figur der griechischen Mythologie. Da nicht bekannt ist, nach welcher Figur er benannt wurde, nennt Schmadel mehrere Figuren dieses Namens:
1. Glauke (auch als Krëusa bekannt), die Tochter des Kreon
2. Glauke (auch als Krëusa bekannt)[1], die Frau von Aktaios und die Tochter von Kychreus
3. Krëusa, die Tochter von König Priamos von Troja
4. Krëusa, die Tochter von Erechtheus und Praxithea.[2]